# John Eaton
John Henry Eaton (Scotland Neck, 18 de junio de 1790-Washington D. C., 17 de noviembre de 1856) fue un político y diplomático estadounidense, que se desempeñó como senador de los Estados Unidos por Tennessee y como Secretario de Guerra en la administración de Andrew Jackson. Tenía 28 años cuando ingresó al Senado (violando la Constitución que establece un mínimo de 30), lo que lo convirtió en el senador más joven de la historia de los Estados Unidos.

## Biografía

### Primeros años
Asistió a la Universidad de Carolina del Norte en Chapel Hill de 1802 a 1804. Estudió leyes, logró ingresar al colegio de abogados y se mudó a Franklin (Tennessee), donde estableció un estudio jurídico.
Se convirtió en miembro activo de la milicia de Tennessee, alcanzando el rango de mayor. Desarrolló una estrecha amistad con Andrew Jackson, y se desempeñó como su asistente durante la guerra Creek y la guerra anglo-estadounidense de 1812, participando en todas las campañas principales de Jackson. Apoyó la controvertida decisión de Jackson en noviembre de 1814 de atacar Pensacola en la Florida española, afirmando que España se había colocado en una posición beligerante al permitir que su territorio fuera ocupado por soldados británicos. Participó en la batalla de Nueva Orleans y se convirtió en uno de los principales defensores de la candidatura presidencial de Jackson después de la guerra.

### Senado
Desde 1815 hasta 1816, fue miembro de la Cámara de Representantes de Tennessee. En 1818, fue elegido para servir como senador de los Estados Unidos por Tennessee, y sirvió hasta 1829. Su edad de 28 años en el momento de su ingreso al Senado era notable; contradecía el requisito de la Constitución de los Estados Unidos de que todos los senadores deben tener al menos 30 años de edad. Durante los primeros años posteriores a la creación de los Estados Unidos, los detalles personales, incluida la fecha de nacimiento, no siempre estaban bien documentados. Eaton, Henry Clay, Armistead Thomson Mason, y posiblemente otros, fueron miembros del Senado antes de haber alcanzado la edad requerida.
A diferencia de muchos sureños, apoyó el Compromiso de Misuri de 1820. Siguió siendo un amigo cercano de Jackson, y mientras estuvo en el Senado apoyó el movimiento jacksoniano. Instó a Jackson a aceptar un nombramiento como gobernador del recién adquirido Territorio de Florida en 1821. Desde 1827 hasta 1829, Eaton se desempeñó como presidente del comité del Senado sobre el Distrito de Columbia.
John Reid, comenzó una biografía de Jackson en 1816, pero murió antes de que se completara el trabajo. Eaton terminó el libro, que fue publicado como La vida de Andrew Jackson. Este libro se volvió a publicar a tiempo para las elecciones presidenciales de 1824, se revisó y se volvió a publicar para las campañas posteriores, y se convirtió en una referencia principal para los futuros biógrafos de Jackson. En 1824 ayudó a promover la campaña de Jackson para presidente a través de las «Cartas de Wyoming», que se imprimieron en los periódicos. En ellos, elogió a Jackson, e celebró incluso algunas de sus acciones más controvertidas, como la suspensión del habeas corpus en Nueva Orleans en 1815, alegando de George Washington «habría hecho lo mismo».
En 1825,recibió un título honorífico (Master of Arts) de la Universidad de Carolina del Norte.

### Secretario de Guerra
Jackson, liderando el nuevo Partido Demócrata, ganó las elecciones presidenciales de 1828, y en marzo de 1829 Eaton renunció a su escaño en el Senado para aceptar su nombramiento como Secretario de Guerra. Aparentemente, fue nombrado en el cargo debido al deseo de Jackson de tener un amigo personal en el gabinete en quien pudiera confiar.
En 1830, después de la aprobación de la Ley de Traslado Forzoso de los Indios, el traslado de las Cinco Tribus Civilizadas desde sus hogares en el sur a las tierras que se les entregaron en el territorio indio (actual Oklahoma), Jackson, Eaton y el general John Coffee negociaron con los Chickasaw, quienes rápidamente aceptaron trasladarse hacia el oeste al aceptar el Tratado de Pontotoc Creek en agosto de 1830. Jackson puso a Eaton y Coffee a cargo de negociar con los Choctaw. Al carecer de las habilidades de Jackson para negociar, frecuentemente sobornaron a los jefes indígenas para obtener su sumisión. Sus tácticas funcionaron, y los jefes firmaron el Tratado de Dancing Rabbit Creek, acordando moverse hacia el oeste. El traslado de los Choctaw se llevó a cabo entre 1831 y 1832, y se forjó en la miseria y el sufrimiento.
Como Secretario de Guerra, apoyó la compensación en el momento del alta para los soldados que habían servido honorablemente. Hizo del Cuerpo de Ingenieros Topográficos una oficina separada dentro del Departamento de Guerra.

### Años posteriores
Tras su dimisión como secretario de guerra, regresó a Tennessee. Intentó regresar al Senado compitiendo contra Felix Grundy en 1832. Jackson se mantuvo oficialmente neutral durante la elección, ya que Grundy también era demócrata, y Eaton fue derrotado. Se desempeñó como delegado a la Convención Nacional Demócrata de 1832. En una carta a Jackson antes de la convención, declaró su fuerte apoyo a la elección de Martin Van Buren para vicepresidente.
Se desempeñó como Gobernador del Territorio de Florida desde 1834 hasta 1836. En 1835, la violencia comenzó a escalar entre los seminolas y los colonos estadounidenses. Los seminolas habían firmado un tratado en el que acordaron trasladarse hacia el oeste. Sin embargo, muchos comenzaron a resistirse. Eaton advirtió a Jackson contra una excesiva muestra de fuerza militar, temiendo que esto solo provocaría más a los nativos. Jackson escuchó su consejo al principio, pero los ataques continuaron. La violencia llevó finalmente a la segunda guerra seminola, que duró hasta 1842.
Fue reemplazado como gobernador por Richard K. Call. Posteriormente fue nombrado ministro plenipotenciario en España, ocupando el cargo hasta abril de 1840. Su período como enviado no fue distinguido. Al regresar de España, anunció que no estaba dispuesto a apoyar la campaña para la reelección a la presidencia de Van Buren en 1840, apoyando a su oponente, William Henry Harrison. Supuestamente, esta acción se debía a su descontento por la forma en que supuestamente fue tratado por Van Buren mientras se desempeñaba como embajador en España.
Se unió oficialmente al partido Whig, pero no ocupó cargos públicos por el resto de su vida. Vivió sus últimos años en Washington D.C, donde reanudó su práctica como abogado.
Falleció el 17 de noviembre de 1856 a los 66 años. Su funeral se llevó a cabo en su residencia y fue sepultado en el cementerio de Oak Hill en Washington.

## Homenajes
El condado de Eaton en Míchigan fue nombrado en su honor.

## Obra
- Eaton, John Henry (1824). The Life of Andrew Jackson. Filadelfia: Samuel F. Bradford.